# كبوسين خلاب
كبوسين خلاب أو أطريطومة أو سَلبوت رشيق أو سَلَبية رشيقة أو كبوسين رشيق (الاسم العلمي: Tropaeolum speciosum) هو نوع من النباتات يتبع جنس الكبوسين من الفصيلة الكبوسينية.